# Pycnothelidae
Pycnothelidae zijn een familie van spinnen. De familie telt 15 beschreven geslachten.

## Geslachten
- Acanthogonatus Karsch, 1880
- Afromygale Zonstein, 2020
- Chaco Tullgren, 1905
- Chilelopsis Goloboff, 1995
- Longistylus Indicatti & Lucas, 2005
- Lycinus Thorell, 1894
- Pionothele Purcell, 1902
- Prorachias Mello-Leitão, 1924
- Psalistopoides Mello-Leitão, 1934
- Pselligmus Simon, 1892
- Pycnothele Chamberlin, 1917
- Rachias Simon, 1892
- Stanwellia Rainbow & Pulleine, 1918
- Stenoterommata Holmberg, 1881
- Xenonemesia Goloboff, 1989